# 輝夜姫
『輝夜姫』（かぐやひめ）は、清水玲子による日本の漫画作品。『LaLa』（白泉社）において、1993年から2005年まで連載された。単行本は全27巻。

## 概要
『竹取物語』をベースにした、近未来SF作品。
2002年に、第47回小学館漫画賞を受賞している。2003年にドラマCD化された。

## あらすじ
第一部 神淵島編
岡田晶は、竹やぶで拾われ施設等で育つが、5歳のときに岡田家に引き取られる以前の記憶を持っていなかった。岡田家では画家である養母にヌードモデルをさせられていたのみならず同性愛関係までも迫られ、その一方で精神的に不安定な義妹、まゆからの極度の精神依存を受けるなど満たされない環境に置かれていた。そんなとき、幼馴染の由と碧に出会う。米軍が主催し神淵島で行われるキャンプU.G.に参加することで前科を免除され米国籍を得られるというもので晶は新たな人生を求めて岡田家を出て参加を決意する。マギー教官の元で開催されたサバイバル生活で晶は由、碧だけでなく、黒人系米国人のサットン、ハリウッドスターのミラー、楓と桂の双子の兄弟、聡、守、信夫といった幼馴染みの少年達と再会を果たす。だが、彼らはそれぞれ若いみそらで人生をやり直さなければならない個々の事情を抱えていた。共同生活の中で、碧が深刻な呼吸器疾患を、ミラーが重度の視覚障害を抱えていることが判明する。一方、晶が居なくなったことで養母は取り乱し、まゆも精神的に更に不安定になっていた。養母が階段から転落事故で重傷を負うのも構わずまゆは晶を追って神淵島に向かう。
神淵島で少年たちはかつて自分たちがこの島で育てられ、年長の仲間が生贄にされて輝夜姫に捧げられたのを目撃したことで殺人を犯した過去や、神淵島にある謎の遺跡に立ち入ったことも思い出す。仲間として潜入した何者かの妨害により、共同生活は危険に晒される。主催する米軍には別の思惑があった。そんなことなど露知らずまゆも合流してしまう。やがて、昴やジュリアン・レドモンらがハンターとして送り込まれる。昴は天人たち仲間を殺された復讐心から、ジュリアン・レドモンは全く別の目的を持っていた。ハンターたちによって桂は拉致され、ミラーも姿を消す。やがて桂は心臓を抜き取られた無残な姿で発見される。一方、ミラーを拉致したジュリアンは、自分のクローンでありドナーとして育てられたミラーに、次第に四肢が腐り死ぬだけの自らの身体から網膜を提供すべく、わざとミラーに扮して米軍に殺されにいく。また米軍の目的は神淵島出身者だけが持つ、カビに対する免疫にあった。仲間の中の裏切り者、それは誰も疑っていなかった信夫だった。
第二部 復讐編
マギーがカビに感染して隔離されたものの、キャンプU.G.の目的は遂げられた。聡やサットンらドナーたちはそれぞれ切り刻まれて元の人物に移植された。それらの真相を知る者はジュリアン・レドモンとして表舞台に復帰したミラーだけだった。だが、事態は少しずつ動き出す。サットンからの移植により現役生活を長らえたNBAのスタープレーヤードン・ベラミーだったが現役引退後は家族に対する暴力がゴシップとなるなど常軌を逸した行動が目立つようになる。ジュリアンことミラーと接触したベラミーは自身の意識がサットンであることを打ち明ける。二人は他の仲間たちについても同様かも知れないという推論を立てる。一方、晶は病死した中国を支配する財閥の令嬢、李玉鈴に成り代わることを強要されていた。玉鈴としての彼女に求められていたのは伴侶を選んで次の李家を受け継ぐ跡取りを産むことにあった。玉鈴として振る舞わなければならない重圧やかつての友人に馳せる想い、岡田晶が死んでいく感覚に、次第に晶は隠れた残虐性を見せ始める。そんな中、花婿候補たちが一同に集められる。紆余曲折の末にその中には、本人とドナーとが入れ替えられたタイ王室のラシード9世こと碧、米国下院議員の息子ヒロキ・ラシュトンこと聡が含まれていた。ドナーを集めるべく、玉鈴こと晶は他に英国王室のジュリアン・レドモン王子ことミラー、ドン・ベラミーことサットン、金晳暎（キムソギョン）こと楓、ユーリ・ババーニンこと守を集める。移植者本人たちの意識を乗っ取ってそれぞれが国を動かす程の有力者になった彼らは、世界への復讐を計画する。だが、それぞれが玉鈴こと晶に湧き上がる異常な執着心を見せ、思惑が交錯する。その頃、由は昴たち天人と共にあった。

## 用語
イケニエ
神淵島でのお祭りの犠牲となる少年（少女）、及びそのために同島で育てられた孤児のこと。
ドナー
政財界の要人（レシピエント）に臓器を提供する目的で作られたクローンである。
保険の意味で予め作られている場合（晶、碧、サットン、聡、桂・楓、守）と、本体に臓器移植の必要が生じた際に作られる場合（ミラー）がある。
キャンプU.G.（キャンプアンダーグラウンド）
米軍主催の青少年を対象としたキャンプ。U.G.（非合法）の名の通り、何が起きても軍は責任は取らない代わりに、優勝者には多額の賞金と、希望する国の国籍が与えられる。開催地は毎年変わる（※今回は神淵島）。
神淵島（かぶちじま）
晶、由等の孤児達が育った奄美の島。島の固有種と思われる生物が多く生息している。謎が多い。
天人（てんにん）
月に住む（あるいは住んでいた）異星人。見た目は人間と変わらないが、姿を変える能力は持っている模様。
天人は女人としか交わらないため、交わると天に帰れない。男性もおり、かぐや姫以外の天人は世代交代している。人を食らう化け物に成り果てても、天には帰れない。
月の石
アポロ計画により月から持ち帰られた石（実在のものとは形状・設定ともに異なる）。70億年以上前にできたものなのに、その存在は公にされていない。6分割され、世界各国で保管されている。
月の石のカビ（ムーンストーンモルド）
月の石に付着しているカビ。及び、それを病原体とする疾患のこと。空気感染したり、感染力が非常に強かったり、治療法がなかったりと謎が多い。生育環境や体質によっては、罹らない。
李財閥
李家を当主とする。民主化された中国で絶大な権力・財力を持ち、李帝国と俗称されるほどの影響力を有する。歴代の女帝は残忍。世継ぎは成人するまで後宮で育ち、世間の目にはほとんど触れないが、18歳になると即位式を行い、公の場に立たされる。当主（又は世継ぎ）の婚姻に関しては、5人の婚約者から当主が夜毎に相手を選んで関係を持ち、子供ができた時点で初めて成立する。玉鈴は18歳の即位式を済ませるとすぐに婚儀を行なうことを求められた。杏后の場合は、高齢になるまで子供を儲けなかった。当主が女性の場合、DNA鑑定をしない限り、父親の特定できない。婚約者のうち何人かが当主に殺されることを想定した上で5人の婚約者が準備されている。実際に当主と関係を持てた者が一人しかいなかったらしい。
オルフェウス計画（プロジェクト・オルフェウス）
（表向きは）月の地球への衝突を防ぐため、その原因と見られた月の石を月に戻す計画。本当は、「月の異常接近が止まらなかった場合に備え、月にコントローラーと核爆弾を埋め込み、月を操作し最悪の場合は爆破すること」である。
輝夜姫（かぐやひめ）
天人であり、彼女以外の天人は従者（現代に生き残っているのはその子孫）である。神淵島で祭祀を取り仕切っていた模様で、お祭りの夜にイケニエを捧げていた。イケニエたちが神淵島を脱出した際、他の天人とともに死亡する。

## 登場人物
岡田晶（おかだ あきら）声 - かかずゆみ
主人公。中性的で凛とした美少女。意志が強い。「岡田晶」として生活していた頃は、男よりも女に人気があった。赤ん坊の時に竹やぶで柏木に拾われ、一旦柏木家に引き取られるが、夫妻の離婚に伴い、3歳のとき神淵島の施設に預けられる。5歳のとき、柏木からの養育費を目的とした岡田障子（柏木の元妻で、まゆの母親）に引き取られ、岡田家養女となる。中学生になった頃から、障子に同性愛関係を強要されていた。養家から逃れるため、キャンプU.G.への参加を決める。李玉鈴のドナー。本体との年齢差は3歳。玉鈴の死後は、彼女に成り代わって生きる。義姉妹（まゆ）との共依存的な関係、由との恋愛関係、その由が碧に寄せる愛情の狭間で苦悩する。
由・リンドロス（ゆい・リンドロス）声 - 石田彰
天人。生命力と身体能力が著しく強い。幼少時及び神淵島脱出後の経験から感情表現に乏しく、他人とのコミュニケーションが苦手。神淵島にいた頃は碧や晶と非常に親しく、特に碧を慕っていた。気に入った相手に対しては好意を隠そうとしない。嫌いな相手にはとことん無視する。共に神淵島を脱出した友人が亡くなった原因は神淵島の呪いにあると考え、呪いを断ち切って碧と晶を死なせないために、2人を連れてキャンプU.G.に参加することを決めた。実は輝夜姫の息子。
松沢碧（まつざわ みどり）声 - 松田佑貴
ラシード9世のドナー。本体との年齢差は10歳。穏やかで優しい性格。晶に好意を抱いている。由に対し深い愛情と嫉妬を兼ね備え、時には冷たく当たる。体が弱く、喘息の持病がある。胃癌で余命わずか。即時手術（成功率50%）を勧められるが、葛藤の末キャンプU.G.への参加を選ぶ。後に本体からの臓器移植を受け、記憶を操作されラシード9世としての役割を与えられ、玉鈴となった晶と再会する。
岡田まゆ（おかだ まゆ）声 - 山本麻里安
岡田家の娘。晶の同級生であり、彼女を偏愛している。男嫌いであり、晶に近づく者や晶を汚す者は許さない。愛らしい外見とは裏腹に、非常にわがままで手の焼ける性格。晶の注意を引くためなら自身を傷つけることも厭わない。晶を追うため、母親を見殺しにし、キャンプU.G.に参加する。
サットン声 - 岸祐二
ドン・ベラミーのドナー。本体と同じく、将来を嘱望されるバスケット選手であったが、事故により選手生命を絶たれる。強力なリーダーシップを持ち、キャンプのメンバーの中でもリーダー格。初めは晶に求愛していたが、次第にミラーを強く意識する。ドナー時代は若く格好よかったが、37歳妻子持ちとして甦った時点で何故か食い違った（作者談）。
B・ミラー（ブレット・ミラー）声 - 加瀬康之
ジュリアンのドナー。本体が5歳のとき、移植用の腎臓をとる目的で作り出され、赤ん坊の時に片腎を摘出されている。本体とは5歳の年齢差。ハリウッドの人気俳優であり、まさに美男子だが、性格は大雑把で乱暴。特に蹴りの威力は脅威的。失明寸前まで視力が低下していたことから、俳優業を続けられなくなり、失踪に近い形でキャンプU.G.に参加する。眼球移植を受け、ジュリアンとして生きる。後に英国皇太子となる。よく女性に間違われている。
楓（かえで）声 - 吉野裕行
キム・ソギョンのドナー。桂とは双子の兄弟。手がけた事業の借金から逃れるため、桂とともにキャンプU.G.に参加する。変わり果てた姿で生かされ続ける弟を哀れみ、自らの手で生命維持装置を外した。意地っ張りで子供っぽい性格であるが、それなりに気を遣っている場合もあるらしい。
桂（かつら）
キム・ソギョンのドナー。楓の双子の兄弟。子供っぽい楓を支えるしっかり者。楓を失い、道具として生かされる自らの境遇に絶望し、度々自殺を図ったため、臓器を保存するために脳を取り除かれる。
小田聡（おだ さとし）声 - 野島裕史
ヒロキ・ラシュトンのドナー。日本の平穏な家庭の養子となり、有名進学校に通っていたが、同級生を殺害した為、キャンプU.G.に参加する。頭の回転が速く、計算高い。一見穏やかな性格な反面、かなりの腹黒（?）。サットンとミラーに一線を越えさせようと画策していた。
守（まもる）声 - 山野井仁
ユーリー・ババーニンのドナー。詐欺・窃盗を繰り返し、人生をやり直すためキャンプU.G.に参加する。元はひねくれた性格で冴えないタイプだった。「本体」として蘇って以降、別人のような活躍を見せる。楓を気遣い、庇護下に置く。

### レシピエント（本体）
李玉鈴（り ぎょくれい）声 - かかずゆみ
李家の一人娘。晶の本体。意志の強さは晶に勝るとも劣らないが、他人が自分のために尽くすのを当然とし、人を人とも思わないような行動も平然と取る。病気で卵巣を失ったため、自分の身代わりとして晶に李家の跡取りを出産させようとしていた。ドナー捕獲のため神淵島へ渡った際、月の石のカビに感染して死亡する。
ラシード9世 / アナンタ第一王子声 - 松田佑貴
タイ王国の第一王子にして王位継承者。弟が2人おり、兄弟仲は良い様子であるが、周囲の思惑により、政治的には対立する立場にある。前者は即位した場合の呼称である。李玉鈴の婚約者候補として李家を訪れ、彼女に一目惚れする。玉鈴をエサにした暗殺者の手に落ち、神淵島で致命傷を負わされる。碧を李家の世継ぎの父親にしようと考えていたと見られる玉鈴と、「ラシード9世」という存在を守りたい周囲の思惑により、臓器を碧に移植され、死亡。お人好しな人格者。
ジュリアン・レドモン声 - 加瀬康之
両親が離婚し母方に引き取られた、英国王弟の息子。自身は王族ではなく、レドモン子爵家の9代目。5歳の時に腎不全となるが、このために生み出されたドナー（ミラー）から腎臓移植を受け、健康体に。ドナーの存在を知らされ気にかけていたところ、ミラーの出演した映画を見て感動し、以来ミラーへの愛情を感じていた。余命わずかなこと、ミラーの視力低下を知り、外国人部隊に在籍した経歴を利用し、暗殺者として神淵島を訪れる。ミラーと入れ替わり、自身の眼をミラーに移植させる。英国国王が子を持たないまま亡くなり、政府の思惑もあって、後に（西暦2023年）21歳（ミラー16歳の時）で英国皇太子となる。
ドン・ベラミー声 - 岸祐二
バスケの神様の再来と言われたNBAの名選手。事業家でもある。事故により右腕を失い、選手生命を絶たれていた。復活をかけ、ドナー（サットン）を狙い、右腕を始め、身体の70%を移植。「37歳から17歳に若返ったような活躍」と評され、一時は復活を遂げる。妻子持ち。
金晳暎（キム・ソギョン）声 - 吉野裕行
韓国のノーベル賞受賞学者の息子。自身もIQ200の頭脳と、数々の特許を持つ天才。心臓に先天的な疾患を持ち、不自由な生活を強いられていた。父親の意向により、ドナー（楓）の心臓を移植され、自由な生活を手に入れる。
ヒロキ・ラシュトン声 - 野島裕史
アメリカ下院議員の息子。日系人。登場時22歳。父の仕事を手伝っていたため、外交調整手腕に長ける。事故により全身に大火傷を負い、ドナー（聡）から皮膚の60%と臓器の一部の移植を受ける。ロバーツ財団の令嬢（シェリィ・ロバーツ）と婚約しており、彼女は妊娠していた。復活した聡は彼女に興味が持てず、その上強く意識していた李玉鈴（晶）の婚約者の一人に選ばれたため、シェリィとの婚約を破棄して玉鈴の元へ向かう。
ユーリー・ババーニン / 鈴木由里（すずき ゆうり）声 - 山野井仁
日系ロシア人でマフィアの3代目ボス。登場時24歳。銃器の扱いに長ける。移植前に既に自身の両親を殺し、10代のうちに10人は殺している。身内も部下も本当には信用できないとのことで、自宅に地雷を設置している。髪の色が守と違うが、常に命を狙われる立場にあり、カモフラージュのために染めている。弟に下半身を爆弾で吹き飛ばされ、ドナー（守）の下半身の移植を受ける。移植後、弟とその恋人を殺害。特定の人物に愛情を示すことはなかったようであるが、部下の子供の名付け親となるなど、仁義には厚かったようでもある。

### 李財閥関係者
高力士（こう りきし）声 - 小杉十郎太
玉鈴を敬愛し、忠実に仕えるボディガード。ひげもじゃでむさ苦しい風貌。代々李家に仕えてきた家系出身で、李家の存続を最優先に行動する。玉鈴と同じ血と気高さ、玉鈴とは違う優しさを持ち、より重いものを背負う晶自身にも惹かれていき、命に代えても守ることを誓う。月に向かう晶を由に託し、代わりに碧を守ることを約束するが、その警護中マギーとその部下に殺される。
恵春蘭（けい しゅんらん）声 - 杉崎菜穂子
玉鈴の乳姉妹で、世話係。雰囲気がまゆとよく似ている。面食い。ミーハーで明るくドジな性格で成績も優秀ではないが、力は強い。玉鈴に少し危ない憧れを抱いており、玉鈴（晶）を守るためにはどんな苦労も厭わない。
杏后（きょうこう）声 - 大橋世津
玉鈴の母親で、李財閥の当主。高齢のため、体外受精で玉鈴を産む。ドナー（晶）を準備していたが、その子が玉鈴を殺し、李家を滅ぼすと予言されたため、娘を守るために晶の殺害を指示する。娘を溺愛するが、毛嫌いされている。ドナー（晶）の殺害を指示したことを晶に告げたため、晶により塔から突き落とされる。生命維持装置により生き長らえていたが、後に死亡。

### 米軍関係者
柏木智忠（かしわぎ としただ）
日本人。米国海軍大将→NORADの最高司令官。まゆの父親。非常に独善的で、晶を1人の女性として偏愛している。オルフェウス計画の指揮を執り、裏の目的は伏せたまま晶たちに協力を求める。神淵島の歴史と深い関わりを持つ家系の出身で、そのことが月を破壊する意志に関連している。
マギー・マクガバン声 - 山口由里子
米軍須賀基地のパイロット候補生担当教官→中尉。キャンプU.G.に同行し「月の石のカビ」に感染する。回復後、昇進し、柏木の部下となる。
フジワラ司令官
キャンプU.G.と「イケニエ」を利用し、軍の了解のもと神淵島に隠された宝物を狙っていた。内通者として信夫、用済みになった「イケニエ」の始末に昴を利用する。「イケニエ」の中にドナーの存在が発覚したことにより計画は頓挫、以降の消息は不明。
YUI（ユイ）
柏木+昴によって作られた、由のクローン。キャンプU.G.以降に作成された。実年齢は1歳前後のはずだが、由と外見年齢が同じであり、外見相応の知力もある模様。コピーであるからなのか経験不足のためか、能力はオリジナルに及ばない。昴と行動をともにし、由（オリジナル）に殺される。

### その他の神淵島関係者
信夫（のぶお）声 - 斉藤瑞樹
神淵島の施設出身。ドナーではない。暴力団組長の家に母親とともに世話になっていた。組長の娘（茜）に想いを寄せ、彼女の恋路を助けた結果、組に追われる。さらに意識不明の茜を人質に取られ、米軍に協力する形でキャンプU.G.に参加する。ミラーに好意を持つ。当初はミラーをか弱く可憐な人物であると妄想していた。ミラーが実は口が悪く、場合によっては凶暴な人物であると認識してからも彼を守ろうとする姿勢に変わりはない。米軍を裏切りドナーに協力したことで、ドナー達とともに捕まった後拷問を受け、茜も失う。
幼少時の写真が存在していたことと、「月の石のカビ」に免疫を持つこと、ミラーの調査結果から神淵島出身であることは事実と思われるが、彼の母親が彼に生き写しである（＝実の母親と思われる）ため、なぜ「イケニエ」とドナーを集めた施設にいたのか、謎が残るが詳細は不明。
昴（こう）
天人。他の天人たちが亡くなった際、島を離れていたため難を逃れる。「イケニエ」に恨みを持ち、フジワラに協力する。フジワラの失脚を見越したのか、柏木に乗り換えるが、その経緯から柏木の信頼も得ていない。由に執着する。柏木の本当の目的や、過去に行なってきたことを知っており、賛同はしていなかったが、倭を人質に取られ、協力を続ける。月の石を手に入れるために独断専行し、柏木の不興と由の怒りを買い、由に殺される。
倭（やまと）
天人。昴の弟。神淵島の外で育ったため、「月の石のカビ」に免疫を持たず、感染する。治療のためYUI及び由の血液の輸血を受ける。飛行能力等、天人としての能力あり。兄の仇として、由を狙う。

## 書誌情報
- 清水玲子 『輝夜姫』 白泉社〈白泉社文庫〉、全14巻
  1. 2007年5月15日発売、ISBN 978-4-592-886396
  2. 2007年5月15日発売、ISBN 978-4-592-886402
  3. 2007年7月13日発売、ISBN 978-4-592-886617
  4. 2007年7月13日発売、ISBN 978-4-592-886624
  5. 2007年9月14日発売、ISBN 978-4-592-886631
  6. 2007年9月14日発売、ISBN 978-4-592-886648
  7. 2007年11月15日発売、ISBN 978-4-592-886655
  8. 2007年11月15日発売、ISBN 978-4-592-886662
  9. 2008年1月11日発売、ISBN 978-4-592-886679
  10. 2008年1月11日発売、ISBN 978-4-592-886686
  11. 2008年3月14日発売、ISBN 978-4-592-886693
  12. 2008年3月14日発売、ISBN 978-4-592-886709
  13. 2008年5月15日発売、ISBN 978-4-592-886716
  14. 2008年5月15日発売、ISBN 978-4-592-886723

## ドラマCD
輝夜姫（2003年7月25日発売、HCD、ティー・エヌ・ケー）
- CD-ROMイラストムービーを同時収録